# Carretera del Karakoram

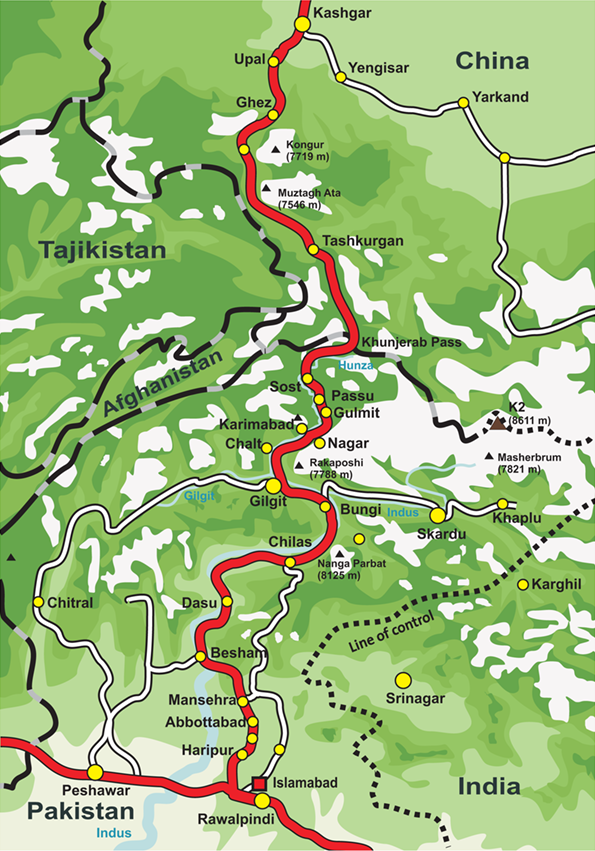
Mapa de la carretera del Karakoram

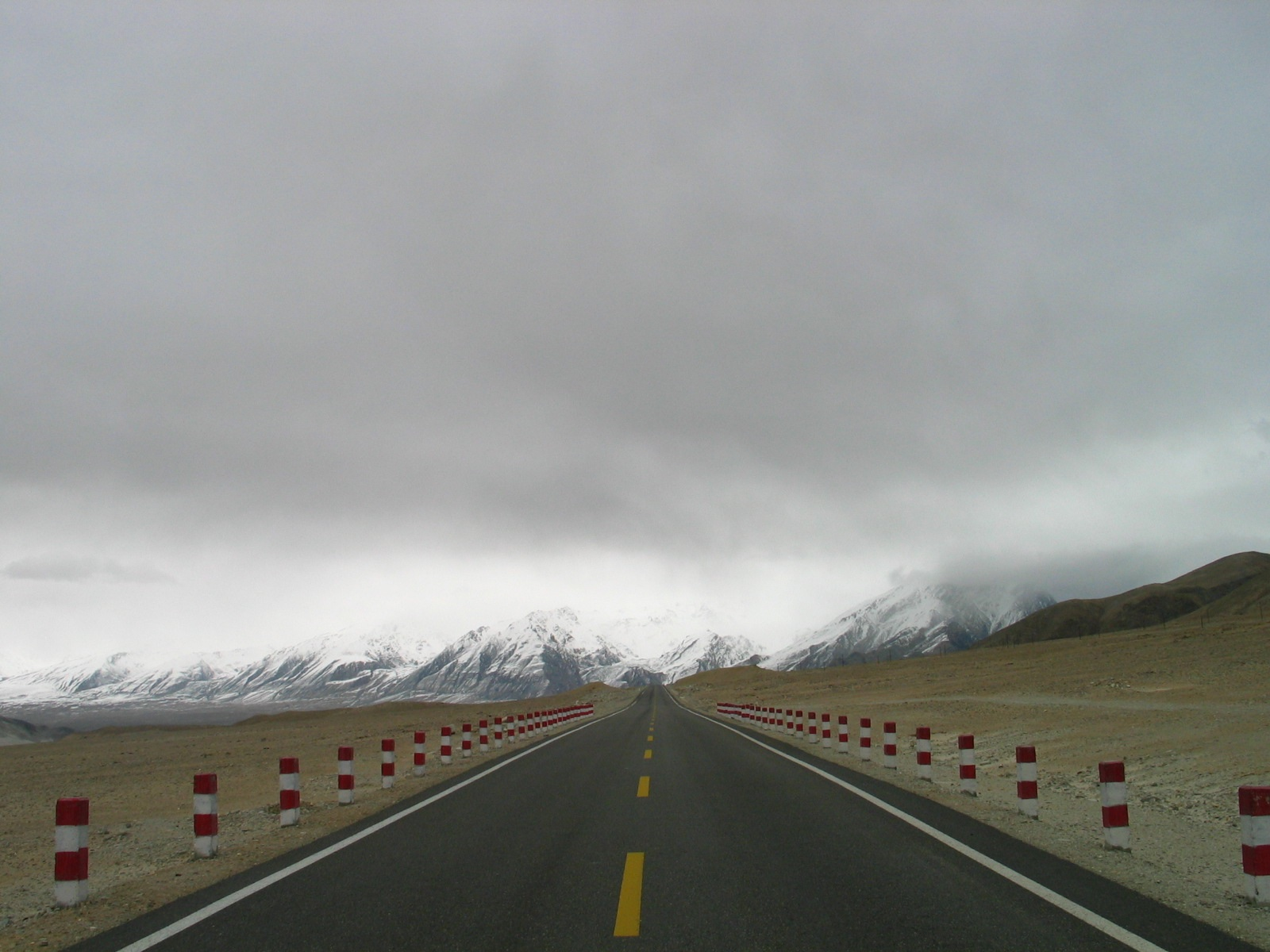
El punt més alt de la KKH: el port de Khunjerab

La carretera del Karakoram, també coneguda per les sigles KKH (de l'anglès Karakoram Highway), és la carretera internacional més alta del món. Connecta la Xina i el Pakistan a través de la serralada del Karakoram pel port de Khunjerab a una altitud confirmada de 4.693 metres. És, de llarg, la carretera pavimentada més alta del món que creua una frontera internacional.
La carretera, que connecta els territoris del Nord del Pakistan amb l'antiga ruta de la Seda, recorre 1.200 km des de Kaixgar, a la regió xinesa de Xinjiang, fins a Havelian, al districte Abbottabad del Pakistan. Una extensió de la carretera enllaça amb la Grand Trunk Road a Hasan Abdal, a l'oest d'Islamabad, al Pakistan. Una bona part de la carretera travessa els territoris del Nord (Pakistan).

## Història
La carretera del Karakoram va ser construïda pels governs del Pakistan i la Xina, i es va acabar el 1978, després d'uns vint anys de treballs. Centenars de treballadors pakistanesos i xinesos van perdre la vida en la construcció de la carretera, la majoria en esllavissaments i caigudes. El recorregut de la KKH discorre per un dels molts camins de l'antiga ruta de la Seda.
Pel costat pakistanès, la carretera va ser construïda per la FWO (Organització de Treballs Fronterers, en anglès Frontier Works Organization), utilitzant el cos d'enginyers de l'exèrcit pakistanès. Actualment, l'enginyer en cap d'aquesta branca de l'exèrcit pakistanès està treballant en un projecte per documentar la història de la carretera del Karakoram. El brigadier retirat Muhammad Mumtaz Khalid, un veterà que va treballar en la construcció de la carretera, està escrivint una història de la carretera del Karakoram.
Pel sensible estat del conflicte pel Caixmir entre Índia i Pakistan, la carretera del Karakoram té una gran importància estratègica i militar.

## Turisme

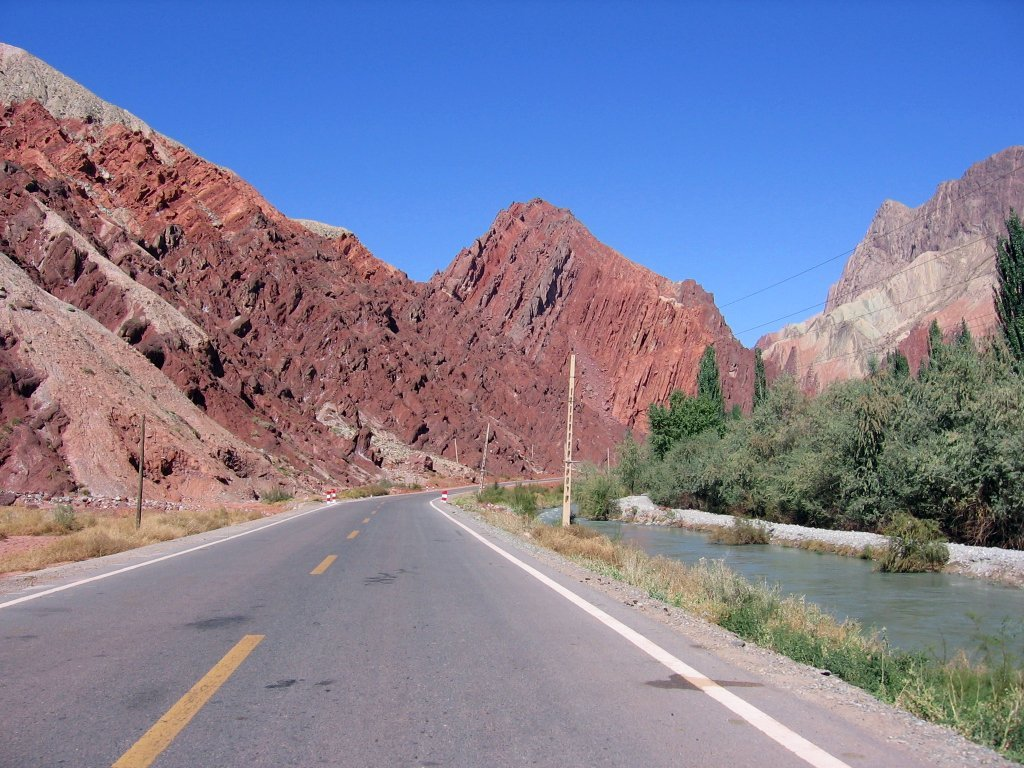
La carretera del Karakoram a la regió xinesa del Xinjiang

Els últims anys, la KKH ha esdevingut una mena de destinació per a l'esport d'aventura. La carretera també ha proporcionat un accés més fàcil per als alpinistes a la multitud de muntanyes altes, glaceres i llacs de l'àrea. La carretera del Karakoram dona accés a Gilgit i Skardu des d'Islamabad per carretera. Aquests són els dos principals focus de concentració per a les expedicions muntanyenques als territoris del Nord del Pakistan.
Els esdeveniments de l'11-S han tingut com a efecte col·lateral la reducció del trànsit turístic al llarg de la carretera. No obstant això, turistes de països no anglosaxons (incloent-ne molts europeus) tornen a fer el viatge. En canvi, els turistes britànics i americans encara no han tornat al Pakistan pel continu (però aïllat) recel envers ells.

### Muntanyes i glaceres
La carretera del Karakoram és la ruta per a les expedicions de la major part dels cims dels territoris del Nord del Pakistan i diversos cims de Xinjiang (Xina). Aquestes regions tenen algunes de les glaceres més grans del món, com la glacera Baltoro. Cinc dels vuitmils (muntanyes de més de 8.000 m) que hi ha al Pakistan són accessibles per la carretera del Karakoram. Aquests cims són:
- K2, frontera entre la Xina i el Pakistan, 2a muntanya més alta del món, a 8.611 m.
- Nanga Parbat, Pakistan, 9a muntanya més alta del món, a 8.125 m.
- Gasherbrum I, frontera entre la Xina i el Pakistan, 11a muntanya més alta del món, a 8.080 m.
- Broad Peak, frontera entre la Xina i el Pakistan, 12a muntanya més alta del món, a 8.047 m.
- Gasherbrum II-IV, Pakistan, 13a i 17a muntanyes més altes del món, a 8.035 m i 7.932 m.
- Masherbrum (K1), Pakistan, 22a muntanya més alta del món, a 7.821 m.
- Muztagh Ata, Xina, 7.546 m.
- Kongur Tagh, Xina, 7.719 m.

### Llacs
També hi ha diversos llacs accessibles des de la carretera del Karakoram:
- Llac Karakul a Xinjiang (Xina)
- Llac Sheosar a les planes de Deosai (Pakistan)
- Llac Satpara a Skardu (Pakistan)
- Llac Shangrila a Skardu (Pakistan)
- Llac Rama, prop d'Astore (Pakistan)

### Planes de Deosai
Les planes de Deosai, el segon altiplà més alt del món a 4.115 m, estan situades al sud de Skardu i a l'est de la vall d'Astore. Les planes cobreixen una àrea de 3.000 km quadrats. Aquesta àrea va ser declarada Parc Nacional de Deosai el 1993.

### Art rupestre
Hi ha més de 20.000 peces d'art rupestre al llarg de la carretera del Karakoram als territoris del Nord del Pakistan, i estan concentrades en deu llocs principals entre Hunza i Shatial. Les inscripcions, les van deixar els diversos invasors, comerciants i peregrins que passaven per la ruta comercial, així com els individus locals. Les més modernes estan datades entre el 5000 i el 1000 aC, i mostren animals sols, figures humanes triangulars i escenes de caça en què els animals són més grans que els caçadors. Aquestes imatges es van gravar a la roca amb eines de pedra i estan cobertes d'una fina capa d'òxid que demostra la seva antiguitat.
L'arqueòleg Karl Jettmar ha recompost la història de l'àrea a partir de diferents inscripcions i ha registrat les seves troballes en el llibre Rockcarvings and Inscriptions in the Northern Areas of Pakistan i en el més recent Between Gandhara and the Silk Roads - Rock carvings Along the Karakoram Highway.